# Chrono des Nations-Les Herbiers-Vendée féminin 2006
La 20e édition du Chrono des Nations-Les Herbiers-Vendée féminin a eu lieu le 15 octobre 2006. La course fait partie du calendrier international féminin UCI 2006 en catégorie 1.1. Elle est remportée par la Suissesse Priska Doppmann.

## Classements

### Classement final
| \| Classement général \| Classement général \| Classement général \| Classement général \| Classement général \| \| Coureur \| Coureur \| Pays \| Équipe \| Temps \| \| ------------------ \| --------------------- \| ------------------ \| ------------------------ \| ------------------ \| \| 1re \| Priska Doppmann \| Suisse \| Univega Pro Cycling Team \| 29 min 16 s \| \| 2e \| Zulfiya Zabirova \| Kazakhstan \| Bigla \| + 7 s \| \| 3e \| Marina Jaunâtre \| France \| Vienne Futuroscope \| + 41 s \| \| 4e \| Sarah Düster \| Allemagne \| Univega Pro Cycling Team \| + 47 s \| \| 5e \| Kathy Watt \| Australie \| Lotto-Belisol Ladiesteam \| + 1 min 19 s \| \| 6e \| Jeannie Longo \| France \| \| + 1 min 21 s \| \| 7e \| Pascale Schnider \| Suisse \| Univega Pro Cycling Team \| + 1 min 24 s \| \| 8e \| Cathy Moncassin-Prime \| France \| \| + 2 min 22 s \| \| 9e \| Florence Girardet \| France \| \| + 2 min 27 s \| \| 10e \| Pippa Handley \| Royaume-Uni \| \| + 2 min 59 s \| |                       |             |                          |              |
| |                       |             |                          |              |
| Source : Cycling Quotient |                       |             |                          |              |
| Classement général |                       |             |                          |              |
| Coureur | Coureur               | Pays        | Équipe                   | Temps        |
| 1re | Priska Doppmann       | Suisse      | Univega Pro Cycling Team | 29 min 16 s  |
| 2e | Zulfiya Zabirova      | Kazakhstan  | Bigla                    | + 7 s        |
| 3e | Marina Jaunâtre       | France      | Vienne Futuroscope       | + 41 s       |
| 4e | Sarah Düster          | Allemagne   | Univega Pro Cycling Team | + 47 s       |
| 5e | Kathy Watt            | Australie   | Lotto-Belisol Ladiesteam | + 1 min 19 s |
| 6e | Jeannie Longo         | France      |                          | + 1 min 21 s |
| 7e | Pascale Schnider      | Suisse      | Univega Pro Cycling Team | + 1 min 24 s |
| 8e | Cathy Moncassin-Prime | France      |                          | + 2 min 22 s |
| 9e | Florence Girardet     | France      |                          | + 2 min 27 s |
| 10e | Pippa Handley         | Royaume-Uni |                          | + 2 min 59 s |